# پیاده‌روی لاس‌زنی
 پیاده‌روی لاس‌زنی (به انگلیسی: Flirtation Walk) فیلمی ۹۷ دقیقه‌ای به کارگردانی فرانک بورزیگی محصول کشور بریتانیا است.